# Ramka Mała
Ramka Mała – jezioro na Równinie Drawskiej, położone w województwie zachodniopomorskim, w powiecie choszczeńskim, w gminie Bierzwnik o powierzchni 3,92 ha. Maksymalna głębokość jeziora wynosi 4,0 m. 
Jezioro otoczone jest lasami Puszczy Drawskiej.
Ramka Mała znajduje się na północny zachód od jeziora Ramka Duża oraz na południowy wschód od wsi Zieleniewo. 
Zbiornik znajduje się w zlewni Mierzęckiej Strugi.